# ربعیه
ربعیه (به عربی: الربعیة) یک شهرداری در الجزایر است که در استان مدیه واقع شده‌است. ربعیه ۱۵۵ کیلومتر مربع مساحت و ۵٬۳۴۶ نفر جمعیت دارد.